# Puerto Rico op de Olympische Zomerspelen 1960
Puerto Rico nam deel aan de Olympische Zomerspelen 1960 in Rome, Italië. Voor de derde achtereenvolgende keer won het geen enkele medaille.

## Deelnemers en resultaten

### Atletiek
| Olympiër                                                       | Discipline               | Resultaat | Prestatie                                          |
| -------------------------------------------------------------- | ------------------------ | --------- | -------------------------------------------------- |
| Ramón Vega                                                     | 200m (m)                 | 32e       | serie 6: 4de in 21,8                               |
| Germán Guenard                                                 | 400m (m)                 | 15e       | serie 5: 1ste in 47,3 kwartfinale 2: 5de in 47,2   |
| Iván Rodríguez                                                 | 400m (m)                 | 44e       | serie 6: 5de in 49,6                               |
| Josué Delgado                                                  | 800m (m)                 | DNS       | serie 3: niet gestart                              |
| Ovidio de Jesús José Luis Villalongo Ramón Vega German Guenard | 4x400m (m)               | 16e       | serie 1: 5de in 3.13,91                            |
| Pedro Camacho                                                  | hink-stap-springen (m)   | 37e       | kwalificatie groep B: 13de met 14,21m              |
| Rolando Cruz                                                   | polsstokhoogspringen (m) | 4e        | kwalificatie: 8ste met 4,40m finale: 4de met 4,55m |

### Basketbal
| Olympiër | Discipline | Resultaat | Prestatie |
| --- | ---------- | --------- | --- |
| Ángel Cancel César Bocachica Evelio Droz John Moráles Johnny Rodríguez Toñín Casillas José Santori Juan Vicéns Juan Ramón Báez Rafael Valle José Cestero Teófilo Cruz | mannen     | 13e       | groep C: 4de V van Brazilië: 72-75 V van Mexico: 64-68 V van Sovjet-Unie: 63-100 9-16de plek: 3de V van Filipijnen: 60-62 V van Hongarije: 80-84 W van Bulgarije: 2-0 13-16de plek: 1ste W van Spanje: 75-65 W van Japan: 93-73 |

| Voorronde Groep C |             |             |             |             |        |        |        |        |
| #                 | Land        | Wedstrijden | Wedstrijden | Wedstrijden | Punten | Punten | Punten | Punten |
| #                 | Land        | G           | W           | V           | V      | T      | Saldo  | Punten |
| 1                 | Brazilië    | 3           | 3           | 0           | 213    | 198    | +15    | 6      |
| 2                 | Sovjet-Unie | 3           | 2           | 1           | 220    | 170    | +50    | 5      |
| 3                 | Mexico      | 3           | 1           | 2           | 189    | 210    | -21    | 4      |
| 4                 | Puerto Rico | 3           | 0           | 3           | 199    | 243    | -44    | 3      |

| Ronde       | Datum | Plaats      | Land   | Score       | Land |
| ----------- | ----- | ----------- | ------ | ----------- | ---- |
| Groepsfase  |       |             |        |             |      |
| 26 augustus | Rome  | Puerto Rico | 72-75  | Brazilië    |      |
| 27 augustus | Rome  | Mexico      | 68-64  | Puerto Rico |      |
| 29 augustus | Rome  | Sovjet-Unie | 100-63 | Puerto Rico |      |

| Groep 9-16de plek |             |             |             |             |        |        |        |        |
|                   | Land        | Wedstrijden | Wedstrijden | Wedstrijden | Punten | Punten | Punten | Punten |
| G                 | Land        | W           | V           | V           | T      | Saldo  |        | Punten |
| 1                 | Hongarije   | 3           | 3           | 0           | 167    | 150    | +17    | 6      |
| 2                 | Filipijnen  | 3           | 2           | 1           | 154    | 161    | -7     | 5      |
| 3                 | Puerto Rico | 3           | 1           | 2           | 162    | 166    | -4     | 4      |
| 4                 | Bulgarije   | 3           | 0           | 3           | 0      | 6      | -6     | 0      |

| Ronde       | Datum | Plaats      | Land  | Score       | Land |
| ----------- | ----- | ----------- | ----- | ----------- | ---- |
| Groepsfase  |       |             |       |             |      |
| 1 september | Rome  | Filipijnen  | 82-80 | Puerto Rico |      |
| 2 september | Rome  | Hongarije   | 84-80 | Puerto Rico |      |
| 3 september | Rome  | Puerto Rico | 2-0   | Bulgarije   |      |

| Groep 13-15de plek |             |             |             |             |        |        |        |        |
|                    | Land        | Wedstrijden | Wedstrijden | Wedstrijden | Punten | Punten | Punten | Punten |
| G                  | Land        | W           | V           | V           | T      | Saldo  |        | Punten |
| 1                  | Puerto Rico | 2           | 2           | 0           | 168    | 138    | +30    | 4      |
| 2                  | Spanje      | 2           | 1           | 1           | 131    | 139    | -8     | 3      |
| 3                  | Japan       | 2           | 0           | 2           | 137    | 159    | -22    | 2      |

| Ronde       | Datum | Plaats      | Land  | Score  | Land |
| ----------- | ----- | ----------- | ----- | ------ | ---- |
| Groepsfase  |       |             |       |        |      |
| 7 september | Rome  | Puerto Rico | 75-65 | Spanje |      |
| 9 september | Rome  | Puerto Rico | 93-73 | Japan  |      |

### Gewichtheffen
| Olympiër        | Discipline  | Resultaat | Prestatie                                                                              |
| --------------- | ----------- | --------- | -------------------------------------------------------------------------------------- |
| Fernando Báez   | -56kg (m)   | 15e       | duwen: 2de met 100kg trekken: 21ste met 80kg stoten: 16de met 110kg totaal: 290kg      |
| Fernando Torres | -82,5kg (m) | 11e       | duwen: 12de met 120kg trekken: 14de met 117,5kg stoten: 12de met 152,5kg totaal: 390kg |

### Schermen
| Olympiër     | Discipline | Resultaat | Prestatie |
| ------------ | ---------- | --------- | --- |
| Gloria Colón | floret (v) | 45e       | 1ste ronde groep 9: 5de V van FRA Delbarre: 0-4 V van GER Mees: 1-4 V van INA Pau: 1-4 W van URS Zabelina: 4-2 W van USA King: 4-3 |

### Schietsport
| Olympiër         | Discipline              | Resultaat    | Prestatie                                                                                                 |
| ---------------- | ----------------------- | ------------ | --- |
| Miguel Barasorda | 50m pistool (m)         | 39e          | kwalificatie groep A: 15de met 349 punten (88-88-89-84) finale: 39ste met 522 punten (90-89-87-89-87-80)  |
| Fred Guillermety | 50m pistool (m)         | 48e          | kwalificatie groep B: 23ste met 339 punten (85-89-83-82) finale: 48ste met 513 punten (83-86-89-89-88-78) |
| León Lyon        | 25m snelvuurpistool (m) | 40e          | 558 punten: (278-280)                                                                                     |
| Xavier Zequeira  | trap (m)                | kwalificatie | |

### Zwemmen
| Olympiër       | Discipline           | Resultaat | Prestatie              |
| -------------- | -------------------- | --------- | ---------------------- |
| Robert Chenaux | 400m vrije slag (m)  | 39e       | serie 4: 7de in 5.24,6 |
| Robert Chenaux | 1500m vrije slag (m) | DNS       | serie 3: niet gestart  |

Afghanistan · Argentinië · Australië · Bahama's · België · Bermuda · Birma · Brazilië · Brits-Guiana · Bulgarije · Canada · Ceylon · Chili · Colombia · Cuba · Denemarken · Duits eenheidsteam · Ethiopië · Fiji · Filipijnen · Finland · Frankrijk · Ghana · Griekenland · Groot-Brittannië · Haïti · Hongarije · Hongkong · Ierland · IJsland · India · Indonesië · Irak · Iran · Israël · Italië · Japan · Joegoslavië · Kenia · Libanon · Liberia · Liechtenstein · Luxemburg · Malakka · Malta · Marokko · Mexico · Monaco · Nederland · Nederlandse Antillen · Nieuw-Zeeland · Nigeria · Noorwegen · Oeganda · Oostenrijk · Pakistan · Panama · Peru · Polen · Portugal · Puerto Rico · Roemenië · San Marino · Singapore · Soedan · Sovjet-Unie · Spanje · Suriname · Taiwan · Thailand · Tsjecho-Slowakije · Tunesië · Turkije · Uruguay · Venezuela · Verenigde Arabische Republiek · Verenigde Staten · Vietnam · West-Indische Federatie · Zuid-Afrika · Zuid-Korea · Zuid-Rhodesië · Zweden · Zwitserland